# Saison 1979-1980 du Stade rennais FC
Maillots
Chronologie
Saison précédente Saison suivante
La saison 1979-1980 du Stade rennais football club débute le 11 août 1979 avec la première journée du Championnat de France de Division 2, pour se terminer le 27 mai 1980 avec le second de deux matchs de pré-barrages disputés - et perdus - pour l'accession en Division 1.
Le Stade rennais FC est également engagé en Coupe de France.

## Résumé de la saison
Nouveau bouleversement à la tête du Stade rennais. Alfred Houget est remplacé par Gérard Dimier à la présidence, alors que le poste d'entraîneur est confié à Pierre Garcia, qui avait quitté le club en tant que joueur six ans auparavant. À l'été 1979, le club réduit la taille de son effectif avec les départs notables de Laurent Pokou, Jean-Paul Rabier et Edin Sprečo, et se renforce avec plusieurs recrues d'expérience. Llorens, Mastroianni et Zlatarić viennent du RC Lens, Patrick Rampillon de l'AS Saint-Étienne et Gérard Saliné du SCO Angers. Enfin, on assiste au retour du Maroc d'Houssaine Anafal qui a gagné en stabilité depuis son départ trois ans auparavant.
Logiquement, les ambitions rennaises sont revues à la hausse, Pierre Garcia annonçant viser une place parmi les trois premiers. Rapidement, les résultats suivent, et le SRFC s'installe en tête du classement du groupe A. Une bataille acharnée est alors livrée avec le FC Tours, qui vire en tête à la mi-championnat. Les Tourangeaux voient progressivement revenir les Rennais qui réalisent une série de douze matchs sans défaite entre l'hiver et le début du printemps, mais finissent par conserver leur avantage, les « Rouge et Noir » calant dans la dernière ligne droite. Une défaite concédée au Stade de la Vallée du Cher condamne les Rennais à ne jouer que la seconde place, conservée in extremis devant Guingamp.
Second du groupe A, le Stade rennais manque une promotion directe en première division. Condamné à jouer les barrages, il doit d'abord affronter l'Olympique avignonnais, second du groupe B derrière l'AJ Auxerre. La confrontation débute route de Lorient par un match nul et vierge, avant que les Provençaux ne s'imposent chez eux (3 buts à 2) et ne décrochent leur ticket pour un ultime barrage face à l'Olympique lyonnais, 18e de D1. Le Stade rennais doit donc disputer en 1980-1981 une quatrième saison de suite en D2.
La saison rennaise est également marquée par le meilleur parcours rennais en Coupe de France depuis 1971. Après avoir sorti les amateurs du Drapeau de Fougères puis de l'AS Brestoise lors des tours préliminaires, le SRFC réussit l'exploit d'éliminer le voisin lavallois en trente-deuxièmes de finale. En seizièmes, Le Havre est éliminé à la faveur du nombre de buts marqués à l'extérieur, mais les Rennais butent au tour suivant devant le Paris FC qui, après avoir été battu (2 - 0) route de Lorient, inverse la vapeur au retour (0 - 4).

## Transferts en 1979-1980
| Nom                | Nationalité   | Provenance/Destination |
| Arrivées           |               |                        |
| Houssaine Anafal   | Maroc         | KAC de Kénitra         |
| Yannick Bajeot     | France        | Ploërmel FC            |
| Luc Barraud        | France        | US Le Mans             |
| Robert Llorens     | France        | RC Lens                |
| Victor Mastroianni | France        | RC Lens                |
| Malik N'Doye       | Sénégal       | Saint-Jean-de-Brévelay |
| Patrick Rampillon  | France        | AS Saint-Étienne       |
| Gérard Saliné      | France        | Angers SCO             |
| Dominique Vaast    | France        | Red Star               |
| Nebojša Zlatarić   | Yougoslavie   | RC Lens                |
| Départs            |               |                        |
| Alain Borne        | France        | AS Corbeil-Essonnes    |
| Robert Colleu      | France        | arrêt                  |
| Hervé Goby         | France        | SRFC amateurs          |
| Jean Goyer         | France        | CA Lisieux             |
| Richard Grosvalet  | France        | USM Malakoff           |
| Patrick Jacotin    | France        | Ploërmel FC            |
| Loïc Kerbiriou     | France        | UCK Vannes             |
| Fernando Lobos     | Chili         | FC Massy               |
| Jean-Marc Orhan    | France        | FC Maure-de-Bretagne   |
| André Pennec       | France        | AS Brestoise           |
| Gilles Perrin      | France        | AJ Auxerre             |
| Laurent Pokou      | Côte d'Ivoire | ASEC Abidjan           |
| Jean-Paul Rabier   | France        | US Valenciennes-Anzin  |
| Ronan Soisson      | France        | arrêt                  |
| Edin Sprečo        | Yougoslavie   | NK Iskra Bugojno       |
| Daniel Thoirain    | France        | SO Cholet              |

## L'effectif de la saison
| Poste¹ | Nat.² | Nom                    | Naissance          | Sélection³ | Championnat | Championnat | Coupe France | Coupe France | Total Saison | Total Saison |
| Poste¹ | Nat.² | Nom                    | Naissance          | Sélection³ | M           | But inscrit | M            | But inscrit  | M            | But inscrit  |
| ------ | ----- | ---------------------- | ------------------ | ---------- | ----------- | ----------- | ------------ | ------------ | ------------ | ------------ |
| M      | MAR   | Houssaine Anafal       | 15 septembre 1952  | A          | 33          | 9           | 6            | 3            | 39           | 12           |
| D      | FRA   | Yannick Bajeot         | 1er septembre 1959 | -          | 3           | 0           | 1            | 0            | 4            | 0            |
| M      | FRA   | Luc Barraud            | 4 octobre 1951     | -          | 36          | 5           | 7            | 0            | 43           | 5            |
| D      | FRA   | Philippe Berlin        | 25 mars 1956       | -          | 33          | 0           | 7            | 0            | 40           | 0            |
| A      | FRA   | Jean-François Fuselier | 23 septembre 1959  | -          | 5           | 1           | 0            | 0            | 5            | 1            |
| D      | FRA   | René Izquierdo         | 6 septembre 1948   | -          | 35          | 1           | 7            | 0            | 42           | 1            |
| D      | FRA   | Jean-Yves Kerjean      | 25 juin 1958       | -          | 34          | 0           | 7            | 0            | 41           | 0            |
| M      | FRA   | Claude Kerveillant     | 16 juillet 1958    | -          | 1           | 0           | 1            | 0            | 2            | 0            |
| G      | FRA   | Claude Klimek          | 20 août 1956       | -          | 29          | 0           | 7            | 0            | 36           | 0            |
| D      | FRA   | Bruno Ledu             | 4 janvier 1960     | -          | 9           | 0           | 0            | 0            | 9            | 0            |
| A      | FRA   | Robert Llorens         | 16 mars 1956       | -          | 31          | 11          | 5            | 1            | 36           | 12           |
| D      | FRA   | Bertrand Marchand      | 27 avril 1953      | -          | 10          | 0           | 3            | 0            | 13           | 0            |
| D      | FRA   | Victor Mastroianni     | 26 juillet 1958    | -          | 33          | 0           | 7            | 1            | 40           | 1            |
| A      | SEN   | Malik N'Doye           | 26 janvier 1955    | -          | 3           | 1           | 0            | 0            | 3            | 1            |
| A      | FRA   | Guy Nosibor            | 22 juillet 1954    | -          | 32          | 10          | 7            | 2            | 39           | 12           |
| M      | FRA   | Patrick Rampillon      | 4 juillet 1955     | -          | 35          | 6           | 7            | 2            | 42           | 8            |
| A      | FRA   | Gérard Saliné          | 27 août 1957       | -          | 33          | 9           | 7            | 2            | 40           | 11           |
| G      | FRA   | Dominique Vaast        | 25 mars 1959       | -          | 7           | 0           | 0            | 0            | 7            | 0            |
| A      | YUG   | Nebojša Zlatarić       | 11 décembre 1953   | -          | 27          | 6           | 6            | 4            | 33           | 10           |

- 1 : G, Gardien de but ; D, Défenseur ; M, Milieu de terrain ; A, Attaquant
- 2 : Nationalité sportive, certains joueurs possédant une double-nationalité
- 3 : sélection la plus élevée obtenue

## Équipe-type
Il s'agit de la formation la plus courante rencontrée en championnat.

## Les rencontres de la saison

### Liste
| Match | Date          | Compétition           | Tour               | Adversaire     | Lieu ¹ | Score | Class. | Buteurs pour le Stade rennais             |
| ----- | ------------- | --------------------- | ------------------ | -------------- | ------ | ----- | ------ | ----------------------------------------- |
| 1     | 11 août       | Division 2 - Groupe A | 1                  | Montmorillon   | E      | 2-2   | 7      | Llorens Delpierre (csc)                   |
| 2     | 18 août       | Division 2 - Groupe A | 2                  | Chaumont       | D      | 2–0   | 4      | Nosibor Anafal                            |
| 3     | 24 août       | Division 2 - Groupe A | 3                  | Angoulême      | E      | 1-0   | 3      | Anafal                                    |
| 4     | 1er septembre | Division 2 - Groupe A | 4                  | Lucé           | E      | 2–1   | 1      | Llorens Saliné                            |
| 5     | 8 septembre   | Division 2 - Groupe A | 5                  | Quimper        | D      | 6–0   | 1      | Nosibor Barraud Llorens Anafal Déru (csc) |
| 6     | 15 septembre  | Division 2 - Groupe A | 6                  | Blois          | E      | 0-1   | 2      |                                           |
| 7     | 22 septembre  | Division 2 - Groupe A | 7                  | Besançon       | D      | 3-1   | 1      | Rampillon Nosibor Anafal                  |
| 8     | 29 septembre  | Division 2 - Groupe A | 8                  | Guingamp       | E      | 2–2   | 1      | Nosibor Zlatarić                          |
| 9     | 6 octobre     | Division 2 - Groupe A | 9                  | Limoges        | D      | 5–2   | 1      | Rampillon Nosibor Zlatarić Saliné         |
| 10    | 13 octobre    | Division 2 - Groupe A | 10                 | Châteauroux    | E      | 0–2   | 1      |                                           |
| 11    | 20 octobre    | Division 2 - Groupe A | 11                 | Le Havre       | D      | 4–3   | 1      | Rampillon Llorens Anafal Saliné           |
| 12    | 27 octobre    | Division 2 - Groupe A | 12                 | Dunkerque      | E      | 1-2   | 2      | Dernis (csc)                              |
| 13    | 31 octobre    | Division 2 - Groupe A | 13                 | Nœux-les-Mines | D      | 2-0   | 2      | Barraud Anafal                            |
| 14    | 3 novembre    | Division 2 - Groupe A | 14                 | Orléans        | E      | 3–1   | 2      | Rampillon Llorens Saliné                  |
| 15    | 10 novembre   | Division 2 - Groupe A | 15                 | Tours          | D      | 1-0   | 1      | Nosibor                                   |
| 16    | 16 novembre   | Division 2 - Groupe A | 16                 | Rouen          | E      | 0-1   | 2      |                                           |
| 17    | 24 novembre   | Division 2 - Groupe A | 17                 | Reims          | D      | 2-0   | 2      | Nosibor Zlatarić                          |
| 18    | 1er décembre  | Division 2 - Groupe A | 18                 | Chaumont       | E      | 0–0   | 2      |                                           |
| 19    | 8 décembre    | Division 2 - Groupe A | 19                 | Angoulême      | D      | 3–1   | 2      | Llorens Zlatarić Anafal                   |
| 20    | 16 décembre   | Coupe de France       | 6e tour            | Fougères       | E      | 5-0   | 5-0    | Nosibor Anafal Saliné Zlatarić            |
| 21    | 23 décembre   | Division 2 - Groupe A | 20                 | Lucé           | D      | 1–1   | 2      | Nosibor                                   |
| 22    | 13 janvier    | Coupe de France       | 7e tour            | AS Brest       | D      | 4-1   | 4-1    | Mastroianni Zlatarić Saliné               |
| 23    | 19 janvier    | Division 2 - Groupe A | 21                 | Quimper        | E      | 1-1   | 2      | Saliné                                    |
| 24    | 27 janvier    | Division 2 - Groupe A | 22                 | Blois          | D      | 1–0   | 2      | Llorens                                   |
| 25    | 2 février     | Division 2 - Groupe A | 23                 | Besançon       | E      | 0–0   | 2      |                                           |
| 26    | 10 février    | Coupe de France       | 1/32 finale        | Laval          | N      | 2-0   | 2-0    | Llorens Anafal                            |
| 27    | 16 février    | Division 2 - Groupe A | 24                 | Guingamp       | D      | 4-1   | 2      | Rampillon Barraud Llorens Saliné          |
| 28    | 23 février    | Division 2 - Groupe A | 25                 | Limoges        | E      | 1–1   | 2      | Barraud                                   |
| 29    | 1er mars      | Division 2 - Groupe A | 26                 | Châteauroux    | D      | 3-1   | 2      | Nosibor Zlatarić Anafal                   |
| 30    | 8 mars        | Coupe de France       | 1/16 finale aller  | Le Havre       | D      | 0-0   | 0-0    |                                           |
| 31    | 15 mars       | Coupe de France       | 1/16 finale retour | Le Havre       | E      | 2-2   | 2-2    | Rampillon Zlatarić                        |
| 32    | 22 mars       | Division 2 - Groupe A | 27                 | Le Havre       | E      | 1–0   | 2      | Rampillon                                 |
| 33    | 29 mars       | Division 2 - Groupe A | 28                 | Dunkerque      | D      | 4-3   | 2      | Barraud Zlatarić Anafal Fuselier          |
| 34    | 5 avril       | Division 2 - Groupe A | 29                 | Nœux-les-Mines | E      | 0–1   | 2      |                                           |
| 35    | 11 avril      | Coupe de France       | 1/8 finale aller   | Paris FC       | D      | 2-0   | 2-0    | Rampillon Anafal                          |
| 36    | 15 avril      | Coupe de France       | 1/8 finale retour  | Paris FC       | E      | 0-4   | 0-4    |                                           |
| 37    | 19 avril      | Division 2 - Groupe A | 30                 | Orléans        | D      | 0-0   | 2      |                                           |
| 38    | 26 avril      | Division 2 - Groupe A | 31                 | Tours          | E      | 0–1   | 2      |                                           |
| 39    | 3 mai         | Division 2 - Groupe A | 32                 | Rouen          | D      | 1–0   | 2      | Saliné                                    |
| 40    | 11 mai        | Division 2 - Groupe A | 33                 | Reims          | E      | 0–1   | 2      |                                           |
| 41    | 18 mai        | Division 2 - Groupe A | 34                 | Montmorillon   | D      | 4–0   | 2      | Nosibor Llorens N'Doye Saliné             |
| 42    | 24 mai        | Barrage D2 aller      | Barrage D2 aller   | Avignon        | D      | 0–0   | 0–0    |                                           |
| 43    | 27 mai        | Barrage D2 retour     | Barrage D2 retour  | Avignon        | E      | 2–3   | 2–3    | Izquierdo Llorens                         |

- 1 N : terrain neutre ; D : à domicile ; E : à l'extérieur ; drapeau : pays du lieu du match international

## Bilan des compétitions
| Compétition     | Vainqueur final | Débute au tour | Place ou tour final | Première rencontre | Dernière rencontre | Nombre |
| --------------- | --------------- | -------------- | ------------------- | ------------------ | ------------------ | ------ |
| Division 2      | AJ Auxerre      | 1re journée    | 4e                  | 11 août 1979       | 27 mai 1980        | 36     |
| Coupe de France | AS Monaco       | 6e tour        | 1/8 de finale       | 16 décembre 1979   | 15 avril 1980      | 7      |

### Division 2 - Groupe A

#### Classement
| Rang | Équipe         | Pts | J  | G  | N  | P  | Bp | Bc | Diff |
| ---- | -------------- | --- | -- | -- | -- | -- | -- | -- | ---- |
| 1    | Tours          | 51  | 34 | 22 | 7  | 5  | 59 | 26 | +33  |
| 2    | Rennes         | 46  | 34 | 19 | 8  | 7  | 60 | 30 | +30  |
| 3    | Guingamp       | 46  | 34 | 19 | 8  | 7  | 53 | 36 | +17  |
| 4    | Besançon       | 39  | 34 | 14 | 11 | 9  | 53 | 39 | +14  |
| 5    | Nœux-les-Mines | 39  | 34 | 16 | 7  | 11 | 45 | 35 | +10  |

- 1 : Promu en Division 1
- 2 : Barragiste avec le 2e du Groupe B

#### Résultats
| Total  | Total  | Total | Total | Total | Total | Total | Total | Domicile | Domicile | Domicile | Domicile | Domicile | Domicile | Extérieur | Extérieur | Extérieur | Extérieur | Extérieur | Extérieur |
| Matchs | Points | V     | N     | D     | BP    | BC    | Diff. | V        | N        | D        | BP       | BC       | Diff.    | V         | N         | D         | BP        | BC        | Diff.     |
| ------ | ------ | ----- | ----- | ----- | ----- | ----- | ----- | -------- | -------- | -------- | -------- | -------- | -------- | --------- | --------- | --------- | --------- | --------- | --------- |
| 34     | 46     | 19    | 8     | 7     | 60    | 30    | +30   | 15       | 2        | 0        | 46       | 13       | +33      | 4         | 6         | 7         | 14        | 17        | -3        |

#### Résultats par journée
| Journée   | 01 | 02 | 03 | 04 | 05 | 06 | 07 | 08 | 09 | 10 | 11 | 12 | 13 | 14 | 15 | 16 | 17 | 18 | 19 | 20 | 21 | 22 | 23 | 24 | 25 | 26 | 27 | 28 | 29 | 30 | 31 | 32 | 33 | 34 |
| --------- | -- | -- | -- | -- | -- | -- | -- | -- | -- | -- | -- | -- | -- | -- | -- | -- | -- | -- | -- | -- | -- | -- | -- | -- | -- | -- | -- | -- | -- | -- | -- | -- | -- | -- |
| Terrain   | E  | D  | E  | E  | D  | E  | D  | E  | D  | E  | D  | E  | D  | E  | D  | E  | D  | E  | D  | D  | E  | D  | E  | D  | E  | D  | E  | D  | E  | D  | E  | D  | E  | D  |
| Résultats | N  | V  | V  | V  | V  | D  | V  | N  | V  | D  | V  | D  | V  | V  | V  | D  | V  | N  | V  | N  | N  | V  | N  | V  | N  | V  | V  | V  | D  | N  | D  | V  | D  | V  |
| Points    | 1  | 3  | 5  | 7  | 9  | 9  | 11 | 12 | 14 | 14 | 16 | 16 | 18 | 20 | 22 | 22 | 24 | 25 | 27 | 28 | 29 | 31 | 32 | 34 | 35 | 37 | 39 | 41 | 41 | 42 | 42 | 44 | 44 | 46 |
| Place     | 7  | 4  | 3  | 1  | 1  | 2  | 1  | 1  | 1  | 1  | 1  | 2  | 2  | 2  | 1  | 2  | 2  | 2  | 2  | 2  | 2  | 2  | 2  | 2  | 2  | 2  | 2  | 2  | 2  | 2  | 2  | 2  | 2  | 2  |

Source : Liste des rencontres

Terrain : D = Domicile ; E = Extérieur. Résultat: D = Défaite ; N = Nul ; V = Victoire.